# Teo Fabi
Teodorico „Teo“ Fabi (* 9. März 1955 in Mailand) ist ein ehemaliger italienischer Skirennläufer und Automobilrennfahrer. Zwischen 1982 und 1987 startete er zu 64 Grand-Prix-Rennen in der Formel 1, später bei Sportwagenrennen.

## Karriere

### Skisport
Vor seiner Motorsport-Karriere fuhr Teo Fabi Skirennen. Als Jugendlicher nahm er Anfang der 1970er-Jahre an zwei Alpinen Weltmeisterschaften der FIS teil. Für Brasilien startete er in Gröden 1970 und in St. Moritz 1974 jeweils in der Abfahrt, 1970 auch im Riesenslalom. Sein bestes Ergebnis erreichte Fabi 1974, als er in der Abfahrt Platz 43 von 87 Teilnehmern belegte.

### Motorsport
1979 und 1980 nahm Teo Fabi für das Werksteam von March Engineering an der Formel-2-Europameisterschaft teil. Die Saison 1979 schloss er als Zehnter ab, 1980 wurde er hinter Brian Henton und Derek Warwick Dritter der Fahrerwertung.
Die Saison 1982 war Fabis erste Formel-1-Saison. Bei sieben der vierzehn Grand Prix konnte er sich für das Team Toleman zum Start qualifizieren, allerdings fiel er jeweils mit technischem Defekt bzw. wegen Unfall aus. Im gleichen Jahr gewann er zusammen mit Michele Alboreto das 1000-km-Rennen auf dem Nürburgring.
In der folgenden Saison pausierte Fabi in der Formel 1 und startete in der Indy Car World Series. 1983 gelang ihm im zweiten Rennen, dem Indianapolis 500, die erste Pole-Position. Es folgten fünf weitere in der Saison. Im siebten der 13 Rennen gelang ihm der erste Sieg. Mit insgesamt vier Siegen belegte er den zweiten Platz in der Fahrerwertung, fünf Punkte hinter Al Unser.
Zur Saison 1984 kam er zurück in die Formel 1 und startete für Brabham. Diesen Teamplatz teilte er sich mit seinem jüngeren Bruder Corrado Fabi. 1985 fuhr er erneut für das Toleman-Team, welches zur Saison 1986 in Benetton Formula Ltd. umbenannt wurde. Nach zwei weiteren Saisons 1986 und 1987 im Benetton-Team beendete Fabi seine Formel-1-Karriere und ging wieder in die Indy Car World Series, wo er zwei Jahre für Porsche den Porsche 2708 CART fuhr.
Fabis Formel-1-Karriere wurde von zahlreichen technischen Defekten geprägt. Er war bei 71 Rennen gemeldet, konnte sich bei 64 Rennen zum Start qualifizieren und sich 18-mal platzieren. Dabei war der jeweils dritte Platz beim Großen Preis der USA 1984 und beim Großen Preis von Österreich 1987 seine besten Ergebnisse, ersteres Ergebnis erreichte er allerdings erst nachträglich nach der Disqualifikation Martin Brundles. Insgesamt erreichte er 23 WM-Punkte.
Später fuhr Fabi erfolgreich bei weiteren Motorsportrennen. Insbesondere gewann er die FIA-Sportwagen-Weltmeisterschaft mit Silk Cut Jaguar im Jahr 1991.

## Statistik

### Le-Mans-Ergebnisse
| Jahr | Team                  | Fahrzeug                | Teamkollege        | Teamkollege    | Platzierung | Ausfallgrund     |
| ---- | --------------------- | ----------------------- | ------------------ | -------------- | ----------- | ---------------- |
| 1980 | Scuderia Lancia Corse | Lancia Beta Monte Carlo | Bernard Darniche   | Hans Heyer     | Ausfall     | Motorschaden     |
| 1982 | Martini Racing        | Lancia LC1              | Michele Alboreto   | Rolf Stommelen | Ausfall     | Motorschaden     |
| 1983 | Martini Lancia        | Lancia LC2              | Piercarlo Ghinzani | Hans Heyer     | Ausfall     | kein Benzindruck |
| 1991 | Silk Cut Jaguar       | Jaguar XJR-12           | Bob Wollek         | Kenny Acheson  | Rang 3      |                  |
| 1992 | Toyota Team Tom’s     | Toyota TS010            | Jan Lammers        | Andy Wallace   | Rang 8      |                  |
| 1993 | Peugeot Talbot Sport  | Peugeot 905 Evo 1B      | Thierry Boutsen    | Yannick Dalmas | Rang 2      |                  |

### Einzelergebnisse in der Sportwagen-Weltmeisterschaft
| Saison | Team              | Rennwagen                   | 1   | 2   | 3   | 4   | 5   | 6   | 7   | 8   | 9   | 10  | 11  | 12  | 13  | 14  | 15  | 16  | 17  |
| ------ | ----------------- | --------------------------- | --- | --- | --- | --- | --- | --- | --- | --- | --- | --- | --- | --- | --- | --- | --- | --- | --- |
| 1979   | March Engineering | BMW M1                      | DAY | SEB | MUG | TAL | DIJ | RIV | SIL | NÜR | LEM | PER | DAY | WAT | SPA | BRH | ROA | VAL | ELS |
| 1979   | March Engineering | BMW M1                      |     |     |     |     |     |     |     |     |     |     |     |     | DNF |     |     |     |     |
| 1980   | Lancia            | Lancia Beta Montecarlo      | DAY | BRH | SEB | MUG | MON | RIV | SIL | NÜR | LEM | DAY | WAT | SPA | MOS | ROA | VAL | DIJ |     |
| 1980   | Lancia            | Lancia Beta Montecarlo      |     |     |     |     |     | DNF |     |     |     |     |     |     |     |     |     |     |     |
| 1981   | BMW Italia        | BMW M1                      | DAY | SEB | MUG | MON | RIV | SIL | NÜR | LEM | PER | DAY | WAT | SPA | MOS | ROA | BRH |     |     |
| 1981   | BMW Italia        | BMW M1                      | DNF |     |     |     |     |     |     |     |     |     |     |     |     |     |     |     |     |
| 1982   | Lancia            | Lancia LC1                  | MON | SIL | NÜR | LEM | SPA | MUG | FUJ | BRH |     |     |     |     |     |     |     |     |     |
| 1982   | Lancia            | Lancia LC1                  | DNF | DNF | 1   | DNF | 3   | DNF | 2   | 2   |     |     |     |     |     |     |     |     |     |
| 1983   | Lancia            | Lancia LC2                  | MON | SIL | NÜR | LEM | SPA | FUJ | KYA |     |     |     |     |     |     |     |     |     |     |
| 1983   | Lancia            | Lancia LC2                  | DNF | DNF |     | DNF | 7   |     |     |     |     |     |     |     |     |     |     |     |     |
| 1991   | Jaguar            | Jaguar XJR-14 Jaguar XJR-12 | SUZ | MON | SIL | LEM | NÜR | MAG | MEX | AUT |     |     |     |     |     |     |     |     |     |
| 1991   | Jaguar            | Jaguar XJR-14 Jaguar XJR-12 | DNF | 2   | 1   | 3   | 2   | 3   |     | 3   |     |     |     |     |     |     |     |     |     |
| 1992   | Team Tom‘s        | Toyota TS010                | MON | SIL | LEM | DON | SUZ | MAG |     |     |     |     |     |     |     |     |     |     |     |
| 1992   | Team Tom‘s        | Toyota TS010                | 8   |     |     |     |     |     |     |     |     |     |     |     |     |     |     |     |     |